# Sudetendeutsche Partei
Die Sudetendeutsche Partei (SdP) wurde unter Führung von Konrad Henlein am 1. Oktober 1933 zunächst als Sudetendeutsche Heimatfront begründet. Auf Druck der tschechoslowakischen Regierung musste sie ihren Namen am 19. April 1935 in SdP ändern, um an den anstehenden Parlamentswahlen teilnehmen zu können. In den letzten Jahren der ersten tschechoslowakischen Republik wurde sie mit massiver Unterstützung des nationalsozialistischen Deutschen Reiches sukzessive zur „Fünften Kolonne“ Hitlers ausgebaut.

## Geschichte
Nach dem Ersten Weltkrieg bis 1933 war der Teil der Sudetendeutschen, der eine Zusammenarbeit mit dem entstandenen tschechoslowakischen Staat grundsätzlich ablehnte, in zwei Parteien organisiert: die „Wertekonservativen“ in der Deutschen Nationalpartei (DNP) und die „Radikalen“ in der Deutschen Nationalsozialistischen Arbeiterpartei (DNSAP). Doch 1933 waren diese von der Prager Regierung verboten worden.
Am 1. Oktober 1933 gründete Konrad Henlein in Eger die Sudetendeutsche Heimatfront mit dem Ziel der „Zusammenfassung aller Deutschen“ in der Tschechoslowakischen Republik. Henlein betonte die „christliche und deutsche Weltanschauung“ der Heimatfront, die auf dem Boden des tschechoslowakischen Staates stehe und den „Grundgedanken der Demokratie“ bejahe.  Innerhalb der Sudetendeutschen Heimatfront kam es bald zu Konflikten zwischen zwei Gruppierungen. 
Auf der einen Seite standen die Mitglieder des Kameradschaftsbundes für volks- und sozialpolitische Bildung (KB), ein 1925 bzw. 1930 gegründeter Zusammenschluss junger Sudetendeutscher, der sich den Lehren Othmar Spanns vom ständischen Staatsaufbau verschrieben hatte. Sie unterschieden sich in zwei Grundfragen vom Nationalsozialismus: Sie vertraten einen geistig-kulturellen Volksbegriff unter Ablehnung der nationalsozialistischen Rassenlehre. Und sie lehnten Gewalt zur Lösung nationaler Fragen ab. Prominenteste Vertreter waren neben Henlein Walter Brand, Heinz Rutha und Walter Heinrich. 
Auf der anderen Seite standen die früheren Anhänger der DNSAP, die sich im „Aufbruch“-Kreis sammelten, benannt nach einer von  Rudolf Jung mitbegründeten Zeitschrift. Diese Gruppe vertrat „großdeutsche“, antisemitische und rassistische Ansichten und stand von Beginn an in engem Kontakt zur NSDAP in Deutschland. Bedeutender Vertreter neben Jung war Hans Krebs. Zunächst lag die Führung der Heimatfront in den Händen von Mitgliedern des KB.
Anfänglich lehnte die Führung der Sudetendeutschen Heimatfront zumindest offiziell den Nationalsozialismus von Adolf Hitler ab; viele ihrer Anhänger standen den Traditionen der Habsburgermonarchie nahe und befürworteten perspektivisch eher die Vereinigung mit dem benachbarten Österreich als mit dem Deutschen Reich.
Henlein forderte zunächst, dass die Tschechoslowakei ihrem Versprechen nachkomme, ihren Staat „wie eine zweite Schweiz“ aufzubauen, in dem alle Volksgruppen eine weitreichende Autonomie zugestanden werden sollte. Unter Historikern ist bis heute umstritten, inwieweit es sich hierbei um Überzeugung oder – wie von Henlein später behauptet – um taktisches Verhalten gehandelt hat.
Kurz vor den Parlamentswahlen im Mai 1935 benannte sich die Sudetendeutsche Heimatfront auf Druck der tschechoslowakischen Regierung in Sudetendeutsche Partei (SdP) um. Die Partei gewann landesweit die meisten Stimmen (1.249.530) aller Parteien und wurde nach der tschechischen Landwirtepartei Republikánská strana zemědělského a malorolnického lidu zur zweitstärksten Partei im Abgeordnetenhaus der Tschechoslowakischen Republik; sie stellte 44 Sitze (von insgesamt 300) des Abgeordnetenhauses und 23 im Senat. Sie errang damit 68 Prozent der sudetendeutschen Wählerstimmen. Bis dahin hatten bei den Parlamentswahlen im „Sudetengebiet“ noch der Bund der Landwirte, die sozialdemokratische und die kommunistische Partei dominiert.
Der Wahlerfolg machte die SdP zu einem Faktor in Hitlers außenpolitischen Überlegungen. War der Wahlkampf 1935 nicht zuletzt durch den Volksbund für das Deutschtum im Ausland finanziert worden, so flossen der SdP nun noch weitaus mehr Gelder von Seiten des Auswärtigen Amtes, der Deutschen Arbeitsfront und der Vierjahresplanbehörde zu und vertieften die Abhängigkeit der Partei gegenüber dem „Dritten Reich“. 1936 revoltierte der „Aufbruch“-Kreis gegen die Parteiführung und erreichte, dass Brand als Stellvertreter Henleins im Oktober 1936 durch Karl Hermann Frank ersetzt wurde, der ins Lager der Radikalen gewechselt war. Nachdem Rutha im Oktober 1937 unter dem Vorwurf der Homosexualität festgenommen wurde und eine Schlägerei zwischen Abgeordneten der SdP und der tschechoslowakischen Polizei für Aufsehen sorgte, schwenkte auch Henlein auf den Kurs der Radikalen ein. Spätestens zum 19. November 1937, so der Historiker Ralf Gebel, als Henlein sich erstmals an Hitler wandte und ihn bat, die Sudetendeutschen zu unterstützen, war die SdP zur Fünften Kolonne Hitlers in der Tschechoslowakei geworden. Am 28. März 1938 kam es zu einem Treffen beider Politiker. Dabei erhielt Henlein von Hitler die Weisung, der tschechoslowakischen Regierung stets Forderungen zu stellen, die diese unmöglich annehmen könne.
Im März 1938 ging der Bund der Landwirte in der Sudetendeutschen Partei auf, und auch die Abgeordneten der Deutschen Christlich-Sozialen Volkspartei schlossen sich der SdP an. Gleichzeitig wurde Druck auf die Deutschen in der Tschechoslowakischen Republik ausgeübt, der Partei beizutreten. Die Mitgliederzahl der SdP, die am 31. Dezember 1936 noch 459.833 betragen hatte, stieg von 548.338 am 31. Dezember 1937 auf 759.289 im März 1938 und 1.047.178 einen Monat später. Auf Geheiß Hitlers verabschiedete die SdP am 24. April 1938 das Karlsbader Programm. Die Erfüllung der in ihm geforderten weitgehenden Autonomierechte für die deutsche Minderheit, so zum Beispiel ein eigener Verwaltungsapparat, hätte das Ende des tschechoslowakischen Staates in seiner bisherigen Form bedeutet; es wurde denn auch von der tschechoslowakischen Regierung abgelehnt.
Kurze Zeit später erreichte die Partei bei Kommunalwahlen – die bereits in einem Klima der Einschüchterung gegenüber Andersdenkenden stattfand – etwa 90 Prozent der sudetendeutschen Stimmen.
Im Mai 1938 wurde der Freiwillige deutsche Schutzdienst (FS) gebildet, der aus dem Ordnungsdienst der SdP hervorging.
Im Oktober 1938 – nach der Eingliederung der Sudetengebiete als Reichsgau Sudetenland in das Deutsche Reich infolge des Münchner Abkommens – wurde die Sudetendeutsche Partei unmittelbar der NSDAP unterstellt. Ein letzter Parteitag wurde noch am 16. Oktober 1938 in Aussig abgehalten. Am 5. November 1938 wurde die Partei in Reichenberg im Rahmen einer feierlichen Veranstaltung für aufgelöst erklärt und die Übernahme in die NSDAP verkündet. Da Hitler und einige andere führende Nationalsozialisten (z. B. Rudolf Heß und Reinhard Heydrich) nach wie vor der SdP misstrauten und sie für weltanschaulich unzuverlässig hielten, erfolgte keine automatische Übernahme der 1,35 Millionen SdP-Mitglieder. Diese konnten einen Aufnahmeantrag für die NSDAP stellen, die letztlich etwa 520.000 Mitglieder aus den Reihen der SdP übernahm.
Die Flügelkämpfe aus der Anfangszeit der Bewegung nahmen nach dem Anschluss der Sudetengebiete an das Großdeutsche Reich ihre Fortsetzung. Einflussreiche Vertreter des Kameradschaftsbundes, die eine Eingliederung des Sudetenlands in das nationalsozialistische Deutsche Reich abgelehnt hatten – unter ihnen Walter Brand –, wurden politisch verfolgt, obwohl sie dem "Nationalsozialismus in gewisser Beziehung nahestanden". So wurden zu Beginn des Jahres 1940 in Dresden Prozesse gegen Mitglieder des KB wegen angeblicher Homosexualität durchgeführt.
Der SdP-Vorsitzende Konrad Henlein war als populäre Führungsfigur der Sudetendeutschen von Verfolgungen ausgenommen. Er erhielt die Titel eines Gauleiters und Reichsstatthalters des deutschen Reichsgaus Sudetenland und wurde von Heinrich Himmler zum „SS-Ehrenführer“ im Range eines SS-Obergruppenführers ernannt. Das bedeutete, dass Henlein als eines der wenigen Nichtmitglieder der SS die SS-Uniform tragen durfte; er trat jedoch 1939 auch aktiv in die SS und NSDAP ein. Auf Betreiben Reinhard Heydrichs verlor Henlein jedoch während des Zweiten Weltkrieges spürbar an Einfluss. Mit dem Zusammenbruch des Großdeutschen Reiches wurde 1945 auch die Sudetendeutsche Partei aufgelöst und verboten.